# Ordre de succession à l'ancien trône de Bavière
Pour les articles homonymes, voir Trône (homonymie).
Le Royaume de Bavière est aboli en 1918. Franz, duc de Bavière, est actuellement à la tête de son ancienne maison royale, la Maison de Wittelsbach . 
La succession est déterminée par l'article 2 du titre 2 de la Constitution de 1818 du Royaume de Bavière, qui stipule: "La couronne est héréditaire parmi les descendants mâles de la maison royale selon la loi de primogéniture et la succession linéaire agnatique."  La succession est encore clarifiée par le titre 5 du statut de la famille royale bavaroise de 1819
En 1948 et 1949, le prince héritier Rupprecht, avec l'accord des autres membres de la maison, a modifié les lois de la maison pour permettre la succession des fils des princes qui s'étaient mariés dans des maisons comitales. En 1999, le duc Franz, avec l'accord des autres membres de la maison, a encore modifié les lois de la maison pour permettre la succession des fils de tous les princes mariés avec la permission du chef de la maison. 
Franz ne s'est jamais marié. L' héritier présomptif de la maison de Wittelsbach est son frère le prince Max Emmanuel, duc de Bavière. Parce que Max Emmanuel a cinq filles, mais pas de fils, il est suivi dans la ligne de succession par son cousin issu de germain le prince Luitpold . 

## Ordre de succession le 13 novembre 1918
- Ludwig I de Bavière (1786–1868) (abdication en 1848)
  -  Maximilian II de Bavière (1811–1864)
    -  Ludwig II de Bavière (1845–1886)
    -  Otto de Bavière (1848–1916)

  -  Otto de Grèce (1815–1867)
  - Luitpold, prince régent de Bavière (1821–1912)
    -  Ludwig III de Bavière (né en 1845)
      - (1) Rupprecht, prince héritier de Bavière (né en 1869)
        - (2) Albrecht, duc de et en Bavière (né en 1905)

      - (3) Prince Charles de Bavière (né en 1874)
      - (4) Prince Franz de Bavière (né en 1875)
        - (5) Prince Ludwig de Bavière (né en 1913)

    - (6) Prince Léopold de Bavière (né en 1846)
      - (7) Prince Georg de Bavière (né en 1880)
      - (8) Prince Konrad de Bavière (né en 1883)

  - Prince Adalbert de Bavière (1828–1875)
    - (9) Prince Ludwig Ferdinand de Bavière (né en 1859)
      - Prince Ferdinand de Bavière, Infant d'Espagne (né en 1884), renonça à ses droits de succession en 1914
        - Infant Luis Alfonso d'Espagne (né en 1906)
        - Infant José Eugenio d'Espagne (né en 1909)

      - (10) Prince Adalbert de Bavière (1886–1970)

    - (11) Prince Alfons de Bavière (né en 1862)
      - (12) Prince Joseph Clemens de Bavière (né en 1902)

## Ordre de succession actuel
- Ludwig I de Bavière (1786-1868)
  - Luitpold prince régent de Bavière (1821-1912)
    -  Ludwig III de Bavière (1845-1921)
      - Rupprecht, Prince Héritier de Bavière (1869-1955)
        - Albrecht, Duc de Bavière (1905-1996)
          - Franz, Duc de Bavière (né en 1933)
          - (1) Prince Max Emmanuel, Duc en Bavière (né en 1937)

      - Prince Franz de Bavière (1875-1957)
        - Prince Ludwig de Bavière (1913–2008)
          - (2) Prince Luitpold de Bavière (né en 1951)
            - (3) Prince Ludwig de Bavière (né en 1982)
              - (4) Prince Rupprecht de Bavière (né en 2024)

            - (5) Prince Heinrich de Bavière (né en 1986)
              - (6) Prince Maximilian de Bavière (né en 2021)
              - (7) Prince Konstantin Luitpold de Bavière (né en 2023)

            - (8) Prince Karl de Bavière (né en 1987)

        - Prince Rasso de Bavière (1926-2011)
          - (9) Prince Wolfgang de Bavière (né en 1960)
            - (10) Prince Tassilo de Bavière (né en 1992)
            - (11) Prince Richard de Bavière (né en 1993)
            - (12) Prince Philipp de Bavière (né en 1996)

          - (13) Prince Christoph de Bavière (né en 1962)
            - (14) Prince Corbinian de Bavière (né en 1996)
            - (15) Prince Stanislaus de Bavière (né en 1997)
            - (16) Prince Marcello de Bavière (né en 1998)

  - Prince Adalbert de Bavière (1828-1875)
    - Prince Ludwig Ferdinand de Bavière (1859-1949)
      - Prince Adalbert de Bavière (1886-1970)
        - Prince Konstantin de Bavière (1920-1969)
          - (17) Prince Leopold de Bavière (né en 1943)
            - (18) Prince Manuel de Bavière (né en 1972)
              - (19) Prince Léopold de Bavière (né en 2007)
              - (20) Prince Gabriel de Bavière (né en 2014)
              - (21) Prince Joseph de Bavière (né en 2020)

            - (22) Prince Konstantin de Bavière (né en 1986)
              - (23) Prince Alexis de Bavière (né en 2021)
              - (24) Prince Nicolas de Bavière (né en 2023)

          - (25) Prince Adalbert de Bavière (né en 1944)
            - (26) Prince Hubertus de Bavière (né en 1989)

## Autres références
- Francois Velde, Succession Laws of the Wittelsbach (Palatinate, Bavaria).